# رئيس وزراء سوريا
رئيس وزراء سوريا هو رئيس الحكومة في الجمهورية العربية السورية.
يعين رئيس الوزراء من قبل رئيس الجمهورية، الذي يقوم أيضاً بتعيين الوزراء وباقي أعضاء الحكومة بناءً على توصيات رئيس الوزراء الجديد. لا يوجد حدود دستورية لولاية رئيس الوزراء ولكن العرف السياسي أن يقدم رئيس مجلس الوزراء استقالة الحكومة بعد كل انتخابات تشريعية ورئاسية ومن الممكن أن يتم تكليف رئيس الوزراء السابق مرة أخرى بتشكيل الحكومة الجديدة.
كان محمد البشير آخر من يتولى المنصب قبل إبطاله وفق الإعلان الدستوري السوري وذلك بعد سيطرة المعارضة المسلحة على دمشق.

## تاريخ

### سوريا البعثية (1963–2024)
وفقًا لدستور الجمهورية العربية السورية، كان يتم تعيين رئيس الوزراء من قِبل رئيس الجمهورية، بالإضافة إلى تعيين باقي الوزراء وأعضاء الحكومة بناءً على اقتراح رئيس الوزراء الجديد. بعد ذلك، يقوم مجلس الشعب بالمصادقة على البرنامج التشريعي للحكومة الجديدة، ثم تتولى الحكومة مهامها رسميًا.
لم تكن هناك قيود دستورية على عدد فترات تولي رئيس الوزراء المنصب، حيث شغل العديد منهم المنصب لعدة فترات غير متتالية. وكان لرئيس الجمهورية السلطة الدستورية الكاملة في تعيين وإقالة رئيس الوزراء ومجلس وزرائه.

### فترة ما بعد البعث (2024–2025)
بعد سقوط نظام الأسد وتعليق دستور سوريا البعثية لعام 2012، تم اعتماد دستور مؤقت جديد عام 2025 يقضي بإلغاء منصب رئيس الوزراء. وُضع نظام حكم رئاسي تتمحور فيه السلطة التنفيذية بيد الرئيس الذي يعين الوزراء مباشرة دون وجود منصب لرئيس الوزراء.
في 29 مارس 2025، أعلن الرئيس السوري أحمد الشرع تشكيل الحكومة الانتقالية في مراسم رسمية بالقصر الرئاسي في دمشق، حيث أدى الوزراء الجدد اليمين القانونية وأوضحوا برامجهم وأهدافهم. وحلّت هذه الحكومة محل الحكومة المؤقتة التي تشكلت بعد سقوط النظام السابق، مع إلغاء منصب رئيس الوزراء رسميًا.